# اندیس سیلی جرد
سیلی جرد یک اندیس فلزی است که در حوالی شهر ساوه استان مرکزی قرار دارد و مادهٔ معدنی موجود در آن، طلا است.سنگ میزبان این اندیس آندزیت است و دیرینگی آن به دوران ائوسن می‌رسد. در این اندیس، پاراژنز‌های کالکوپیریت، مالاکیت و طلا یافت می‌شوند.